# 長崎県立大学の人物一覧
長崎県立大学の人物一覧（ながさきけんりつだいがくのじんぶついちらん）は、長崎県立大学（前身校を含む）に関係する人物の一覧記事。

## 著名な教職員
- 井深八重 - 長崎県立長崎高等女学校元英語教師。遠藤周作の『わたしが・棄てた・女』のヒロインのモデルとなった人物。ナイチンゲール記章受章。
- 鳥巣通明 - 長崎県立女子短期大学元学長（1969〜1975）、1981年勲三等旭日中褒章受章。
- 平川均 - 経済学部元助教授（1980〜1989）、現国際アジア共同体学会理事長、現名古屋大学名誉教授。
- 山下登 - 経済学部元教授（1987〜2004）、現岡山大学大学院法務研究科教授。
- 筑紫哲也 - 国際情報学部元講師、ジャーナリスト、元『筑紫哲也 NEWS23』（TBSテレビ）ニュースキャスター。
- 藤田祐幸 - 長崎県立大学シーボルト校元非常勤講師、元慶応義塾大学法学部教授。
- 小林直毅 - 国際情報学部元教授、現法政大学社会学部教授。
- 古川俊之 - 第4代県立長崎シーボルト大学学長、東京大学名誉教授、元国立大阪病院院長。
- 仲田正機 - 経済学部元講師、立命館大学名誉教授。
- 涂照彦 - 経済学部元教授、台湾出身。
- 白鳥浩 - 経済学部元専任教授（1996〜1999）、元静岡大学大学院教授、現法政大学教授。Yahoo!ニュース公式コメンテーター。
- 外山幹夫 - 国際情報学部元教授（1999〜2002）、元長崎県文化財保護審議会長、元長崎市史編纂委員会委員長。
- 萩野弘巳 - 国際情報学部元教授（1999〜2003）、現東海大学教授、フランス共和国国家功労賞シュヴァリエ級。
- 高瀬幸子 - 看護栄養学部元教授（1999〜2004）、長崎県立大学名誉教授。平成28年度日本ビタミン学会功績者。
- 横山宏章 - 国際情報学部元教授（1999〜2005）、現北九州市立大学大学院教授、元財団法人東アジア研究センター理事。
- 伊達木瀧之助 - 経済学部元教授、元副学長（2000〜2008）、元総務庁統計局統計調査部長、2016年瑞宝小綬章受賞。
- 松園万亀雄 - 国際情報学部元教授（2001〜2003）、国立民族学博物館館長、現東京都立大学 (1949-2011)名誉教授。
- 平山祐次 - 長崎県立大学元学長（2002〜2008）長崎県立大学名誉教授、現信州大学名誉教授。
- 久間圭子 - 看護栄養学部教授（2001〜）、元神戸大学医学部教授。
- 平野かよ子 - 長崎県立大学参与・特命教授（2013〜）、元東北大学大学院医学系研究科教授。
- 読谷山洋司 - 経済学部教授（2015年）、現延岡市市長。元内閣府参事官。
- 橋本優花里 - 長崎県立大学副学長・地域創造学部教授（2016年〜）、元福山大学教授。
- 馬場晋一 - 経営学部教授（2016〜）、米ミーゼス研究所メンバー、元経済産業研究所リサーチアシスタント。
- 堤修三 - 地域創造学部特命教授（2016）、元厚生労働省大臣官房審議官、元大阪大学大学院人間科学研究科教授。
- 後藤正之 - 地域創造学部教授（2016〜）、元内閣府大臣官房審議官（大臣官房担当）、元農林水産省大臣官房政策評価審議官、元大阪大学大学院国際公共政策研究科教授。
- 鳥丸聡 - 地域創造学部教授（2016〜）、エコノミスト、『田畑竜介 Grooooow Up』（RKBラジオ）レギュラーコメンテーター。
- 横山均 - 地域創造学部教授（2020〜）元総務官僚、元内閣官房行政改革推進本部事務局長。

## 主な出身者

### 政財界
- 弘中勝久 - 山口県副知事、1977年経済卒。
- 齋藤眞一 - 南日本銀行代表取締役　頭取、1975年経済卒。
- 植田茂 - 元高知銀行代表取締役、1977年経済卒。
- 井上眞 - 大塚製薬代表取締役、1983年経済卒。
- 藤澤雅敏 - 元ソニーヨーロッパ副社長、1971年経済卒。
- 青野浩志 - (株)大分フットボールクラブ（Ｊリーグ大分トリニータ運営会社）元代表取締役、1978年経済卒。

### 研究者・学者
- 武野要子 - 経済学者、福岡大学名誉教授、1946年長崎高等女学校卒。
- 溝田誠吾 - 経営学者、専修大学経営学部名誉教授 、1970年経済卒。
- 川畑公久 - 経済学者、元九州産業大学経営学部教授 、元マサチューセッツ工科大学招聘教授、1970年経済卒。
- 長井偉訓 - 社会福祉学者、愛媛大学名誉教授 、1975年経済卒。
- 鵜崎清貴 - 経営学者、大分大学名誉教授、元ハーバード大学客員研究員、1983年経済卒。
- 垣田直樹 - 経済学者、富山大学経済学部教授、1985年経済卒。
- 鳥羽達郎 - 経営学者、富山大学経済学部教授 、1996年経済卒。
- 角谷嘉則 - 経済学者、桃山学院大学経済学部教授、1998年経済卒。
- 星河武志 - 経済学者、近畿大学経済学部教授、経済学研究科長、カリフォルニア大学バークレー校客員研究員、2001年経済卒。
- 田村善弘 - 経済学者、長崎県立大学地域創造学部教授、2004年経済学研究科修了。

### 文学
- 仲町貞子 - 作家、1912年長崎高等女学校卒。
- 林京子 - 芥川賞作家、1947年長崎高等女学校卒。
- 福田須磨子 - 詩人、エッセイスト、1938年長崎高等女学校卒。

### マスコミ
- あべあきら - 放送作家、ミュージシャン、シンガーソングライター、1976年経済中退。
- 長井ありさ - フリーアナウンサー、元長崎放送アナウンサー、1979年県短大卒。
- 中村直美 - 女優、ホリプロ所属フリーアナウンサー、元NHK長崎放送局契約キャスター、2000年経済卒。
- 円田智子 - テレビ長崎アナウンサー、元NHK長崎放送局契約アナウンサー、2003年国際情報卒。
- 高橋綾 - アナウンス倶楽部所属フリーアナウンサー、エフエム長崎パーソナリティ、2004年国際情報卒。
- 柴崎尚美 - NHK神戸放送局の契約キャスター、元NHK長崎放送局契約キャスター、2010年国際情報卒。
- 前田真里 - ホリプロ所属フリーアナウンサー、元長崎文化放送アナウンサー、2020年国際情報学研究科修了。

### スポーツ
- 内村周子 - 体操競技選手、指導者、タレント。リオデジャネイロ五輪男子体操金メダリストの内村航平の母、1982年県短大卒。